# 523项目
523项目（又称五二三项目、523任务），是中华人民共和国政府在越南战争期间进行的秘密军事研究项目的代号。于1967年5月23日正式启动，并以5月23日开会日期为代号，称为“523项目”。项目的目的是发现新的抗疟疾药物，因为当时北越士兵中因疾病丧命的数量超过实际战斗。根据越南民主共和国（时称北越）领导人、越南劳动党主席胡志明的请求，中国共产党中央委员会主席毛泽东、国务院总理周恩来下令的一次科研项目，500多名中国科学家被招募。该项目分为两个部分，一部分进行人工合成的化合物开发，另一部分用于分析中草药。项目成效显著，科学家成功发现和开发一类新的抗疟药物，称为青蒿素类药物。项目终止于1981年。
因为其疗效高，安全性和稳定性，青蒿素及蒿甲醚和青蒿琥酯成为首选治疗恶性疟疾的药物。他们的组合药物，被世界卫生组织所倡导，并被列入世界卫生组织的基本药物清单。该项目的科学家之一，中国军事医学科学院微生物与流行病学研究所教授周义清因复方蒿甲醚（蒿甲醚-本芴醇的联合用药），获得了2009年欧洲专利局“年度发明家”大奖。中国中医研究院中药研究所青蒿素研究中心主任屠呦呦，因她在发现青蒿素中的贡献，获得了2011年拉斯克临床医学研究奖和2015年诺贝尔生理学或医学奖。

## 背景
20世纪60年代，越南战争时期，越南民主共和国（北越）军队受到疟疾困扰。为此，北越向中国求援。于是，时任中国共产党中央委员会主席的毛泽东和国务院总理的周恩来向中国大陆的顶级科学家下令，要求他们帮助研发相关药物。当时，中国的形势因为文化大革命的开展正开始逐渐失控，但是，由于命令来自毛泽东本人，该项目得以进行。另一方面，这个项目此前也已经有做了一定的进度与规划。在1967年5月23日，“疟疾防治药物研究工作协作会议”召开，代号为“523项目”的抗疟药物研究工作正式开展。在接下来14年中，来自60所军民机构的500位科学家参与了此项目。

## 过程与成果
作为一线战略任务，部队迅速着手于药物合成。药物组合采用乙胺嘧啶/氨苯砜，乙胺嘧啶/磺胺多辛，磺胺多辛/哌喹磷酸盐，用于战场士兵测试，然而这些药物有严重的副作用。因此，项目重点集中在对中药的研究及新化合物的合成。首先是草药常山，它最早收录于《本草纲目》和《神农本草经》；此外项目组研究集中到黄花蒿，这两种植物成为现代药理学的一个巨大成功。

### 常山与常山碱
项目组首先发现的是从草药常山的根茎提取常山碱。在1940年代，中国科学家已经发现常山对不同种类的疟原虫有作用。美国科学家分离常山碱，作为主要的抗疟化合物。该项目的科学家们证实了抗疟活性，却发现常山的毒性远超过奎宁，不适合人类使用。尽管项目结束后，科学家仍试图找出合适的衍生物。而其中常山酮被证明是一种有效治疗疟疾、肿瘤、纤维化和炎症性疾病的药物。

### 青蒿素及其衍生物的发现

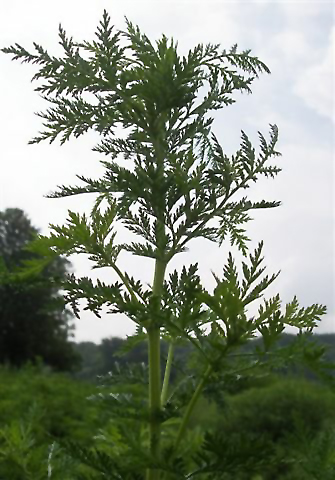
黄花蒿

中国中医科学院的屠呦呦（右）和她的与老师楼之岑副教授一起研究中药。

黄花蒿（Artemisia annua），也称青蒿，在公元四世纪被中医学家葛洪的《肘后备急方》一书中描述，用于治疗疟疾的发热。备急方文中描述治療瘧疾「青蒿一握，以水二升漬，絞取之」由此得出靈感，可能以往提取青蒿有效成分的化學方法溫度太高導致某種破壞，讓有效化學結構失效，於是將溶劑乙醇換成較低溫的乙醚，終於成功提取青蒿素，初步在動物實驗中對於瘧疾殺傷力高達100%。
1969年，北京中医研究院加入该研究组，屠呦呦担任研究组长。该组从2000余种中药中筛选出640余种可能具有抗疟活性的药方，并以这些药方所涉的200余种植物制成380余种提取物。通过检验这些提取物对患疟疾小鼠的作用发现常山提取物抗疟作用最强，而青蒿提取物的实验结果不够稳定。在山东省中医药研究所、云南省药物研究所的帮助下，研究人员发现药用青蒿中，学名黄花蒿（Artemisia annua L.）者有效而学名青蒿（Artemisia apiacea Hance）者无效；而且提取温度过高会破坏其中的活性成分。1971年下半年，研究组在低温下用乙醚提取黄花蒿叶片，除去提取物中的酸性物质后，发现剩下的部分无毒而且对实验动物有100%的疗效。1972年，对该提取物进行了临床试验，结果良好。当年年底，研究组从提取物中分离出一种无色晶体，并测定了熔点和分子量。山东省中医药研究所和云南省药物研究所随即独立重现了上述实验。该物质后来被统一命名为青蒿素。1973年9月，青蒿素首次用于临床。
与此同时，项目组开始着手研究青蒿素的结构。该工作由北京中医研究院和上海有机所共同完成。至1975年初，已确定青蒿素的分子式为C15H22O5，是一个含有六员环内酯的倍半萜。4月，北京药物所在项目组内部会议上报告了鹰爪素的结构。受到鹰爪素结构的启发，上海有机所设计实验证实青蒿素含有过氧键。1975年底，中科院生物物理所通过XRD确定了青蒿素的分子结构和相对构型。随后又通过旋光色散法测定了绝对构型。由于涉密，1979年这些研究成果才陆续发表。

### 青蒿琥酯及其联合用药
青蒿琥酯是通过采用丁二酸、将双氢青蒿素合成而生。它非常稳定，并因此作为青蒿素类药中的唯一口服片剂、直肠胶囊和静脉注射用药。临床证明，它是治疗恶性疟原虫引起的恶性疟疾的最有效药物。2006年，世界卫生组织已明确采用青蒿琥酯作为治疗恶性疟疾的一线药物（但与其他抗疟药结合使用，以防止出现耐药性），它也录入世界卫生组织的基本药物清单。青蒿琥酯联合用药（比如青蒿琥酯/阿莫地喹和青蒿琥酯/甲氟喹）被证明比单纯的青蒿素甲醚药物的疗效更明显。

### 其他合成药物
523工程也产生了一些合成药物，包括1973年的咯萘啶、1976年的本芴醇、1986年的萘酚喹，这些合成物都用于抗疟和青蒿素联合疗法。

## 项目终止与后续
1975年4月30日，北越攻入西贡，越南战争结束，523项目的军事目的已经消失。研究人员不允许公布其发现，却可以在工作团队中分享成果。最早的英文成果公布（即中国范围以外的）于1979年12月的《中华医学杂志》，作者为“青蒿素抗疟研究协作组”。这一公布引起了热带病研究和培训特别规划（Special Programme for Research and Training in Tropical Diseases (TDR)）的关注（其为联合国儿童既机会、联合国开发计划署、世界银行、世界卫生组织赞助的联合国项目计划），然而其研究成功却未能向非中国科学家公开。1980年代初期，项目研究几乎全部停止，并于1981年正式终止。然而TDR利用这一时机，在北京组织了第一次对青蒿素及其衍生物的国际会议；随后在世界卫生组织的支持下，中华人民共和国卫生部成立了对发展青蒿素及其衍生物的全国指导委员会，以延续523项目的发现和成果。
首次的国际合作产生于基思·阿诺德的罗氏远东研究基金会和一些中国科研人员。1982年，他们发表论文《甲氟喹与青蒿素的抗疟作用》到《柳叶刀》上，比较甲氟喹和青蒿素在治疗对氯喹有抗药性的恶性疟原虫上的作用。基思·阿诺德早在1979年开始研究甲氟喹，并希望能够在中国推广测试新药；他和他妻子也是让523项目国际瞩目的重要人物。美国的华特瑞陆军研究院是中国以外首个生产青蒿素及其衍生物的部门。该生产为青蒿素的商业成功铺平了道路。

### 复方蒿甲醚的发明
在临床上，蒿甲醚比其母体青蒿素有更好的效果。在1981年的青蒿素及其衍生物的全国指导委员会，授权中国军事医学科学院微生物与流行病学研究所教授周义清专攻蒿甲醚，他将蒿甲醚与苯芴醇联合用药，成为抗疟疾药中最有效的产品。随后他们发现联合用药的口服片剂对于治疗恶性疟疾有非常高的治愈率，超过95%，包括治疗被证明存在抗药性的其他药物情况。1991年，他们申请专利，但在2002年才获得批准。1992年，他们在中国注册为新药，随后诺华公司签署一项大规模生产协议，并于1991年，获得一项国际许可权利，并赋予品牌为“复方蒿甲醚”（Coartem）。2009年，该药物获得美国食品和药物管理局的批准。

## 延伸阅读
- 张剑方. . 羊城晚报出版社. 2006  [2015-10-06]. ISBN 9787806515396. （原始内容存档于2019-02-15）.